# Sascha Quednau
Sascha Quednau (* 1971 in Quedlinburg) ist ein deutscher Regisseur und Drehbuchautor von Kurzfilmen.

## Leben
Quednau studierte Publizistik und Filmwissenschaft an der Freien Universität Berlin. Sein Kurzfilmdebüt Von Fall zu Fall feierte 2008 auf dem Max Ophüls Preis Filmfestival Premiere. Es folgten die David-Foster-Wallace-Verfilmung Neon Aura (2010) und der dokumentarische Kurzspielfilm Biberlin 1: Karaoke Kiez, der auf dem Internationalen Kurzfilm-Festival 2012 für den Jurypreis nominiert wurde.
Er war 2004 Mitbegründer der Berliner Filmgesellschaft Vitascope, wo er als Dozent für Kamera und Schnitt tätig wurde.